# Pia Roshardt
Pia Roshardt, auch Pia Sophie Meinherz (* 27. Januar 1892 in Niederuzwil; † 22. April 1975 in Zürich), war eine Schweizer Malerin, Weberin, Stickerin, Illustratorin und Zeichenlehrerin.

## Leben und Werk
Pia Roshardt besuchte die Zeichnungsschule in St. Gallen. Diese wurde von der Industrie- und Handelskammer St. Gallen, Appenzell, am 11. Nov. 1867 gegründet. Roshardt war eine Schülerin von Johannes Stauffacher (1850–1916). Dieser unterrichtete an der Schule ab Mai 1888 «Stilisieren und Componieren unter besonderer Berücksichtigung der Bedürfnisse der Industrie». 
Ab 1920 unterrichte Pia Roshardt angehende Kunststickerinnen an der Kunstgewerbeschule St. Gallen. An der Schule lernte sie ihren zukünftigen Mann Walter Roshardt kennen. Beide waren überzeugte Kommunisten und engagierten sich u. a. im Kampf gegen den aufkommenden Faschismus und für mehr Landschaftsschutz am Zürichsee. Das Künstlerpaar zog 1921 nach Berlin und freundete sich u. a. mit Käthe Kollwitz, Bertolt Brecht und Max Liebermann an. 
1924 kehrten sie in die Schweiz zurück. Ihr Mann unterrichtete ab 1926 als Zeichenlehrer an der Kunstgewerbeschule Zürich. Zusammen mit seiner Schülerin, Muse und Geliebten Getrud Bühler (1924–2022) lebten sie eine Ménage-à-trois. 
Pia Roshardt war bis 1930 als Stickerin und Weberin tätig. Danach spezialisierte sie sich auf Vogeldarstellungen und auf botanische Zeichnungen. In der Folge arbeitete sie u. a. als wissenschaftliche Zeichnerin für Professoren sowie für Orchideensammler. Zudem unterrichtete sie an der Kunstgewerbeschule Zürich die neu eingeführte Fachklasse für wissenschaftliches Zeichnen. Als erste Schweizerin stellte sie ihre Werke im American Museum of Natural History in New York sowie mehrfach im Zürcher Strauhof aus. 1936, 1937 und 1944 erhielt Pia Roshardt ein eidgenössisches Kunststipendium. Sie stellte ihre Werke regelmässig aus und illustrierte zahlreiche Bücher- und Kinderbücher, Plakate sowie Spiele.  
Pia Meinherz und Walter Roshardt heirateten 1941. Die Ehe blieb kinderlos. Ihre letzte Ruhestätte fanden sie auf dem Friedhof Nordheim in Zürich. Da beide kein Testament hinterliessen, ging der gesamte Nachlass an zwei Kinder eines Cousins. Der Zürcher Galerist Kurt Meissner, ein Freund des Ehepaars, konnte den Erben einen Teil der Werke abkaufen.
Aus Anlass ihres 70. Geburtstags ehrte ihre Herkunftsgemeinde Uzwil Pia Roshardt mit einer Ausstellung. Dank einer Schenkung wurde 2017 im Gemeindehaus das Pia-Roshardt-Zimmer eröffnet. 2023 erschien die Doppelbiografie des Zürcher Künstlerehepaares.